# Großreuth bei Schweinau (metrostation)
Großreuth bei Schweinau is een metrostation in het district Großreuth bei Schweinau van de Duitse stad Neurenberg. Het station werd geopend op 15 oktober 2020 als 49e station van de metro van Neurenberg.